# Bardigues
Bardigues (okzitanisch Bardigas) ist eine französische Gemeinde im Département Tarn-et-Garonne in der Region Okzitanien (vor 2016: Midi-Pyrénées). Die 239 Einwohner (Stand: 1. Januar 2022) zählende Gemeinde liegt im Arrondissement Castelsarrasin und ist Teil des Kantons Garonne-Lomagne-Brulhois (bis 2015: Kanton Auvillar). Die Einwohner werden Bardiguais genannt.

## Geografie
Bardigues liegt etwa 37 Kilometer westlich von Montauban am Flüsschen Cameson. Umgeben wird Bardigues von den Nachbargemeinden Auvillar im Norden, Saint-Michel im Osten und Nordosten, Castéra-Bouzet im Süden und Südosten, Mansonville im Westen und Südwesten sowie Saint-Antoine im Westen.

## Geschichte
| Jahr      | 1962 | 1968 | 1975 | 1982 | 1990 | 1999 | 2006 | 2013 |
| --------- | ---- | ---- | ---- | ---- | ---- | ---- | ---- | ---- |
| Einwohner | 156  | 180  | 152  | 198  | 203  | 219  | 252  | 273  |

## Sehenswürdigkeiten
- Kirche Notre-Dame
- Schloss La Motte

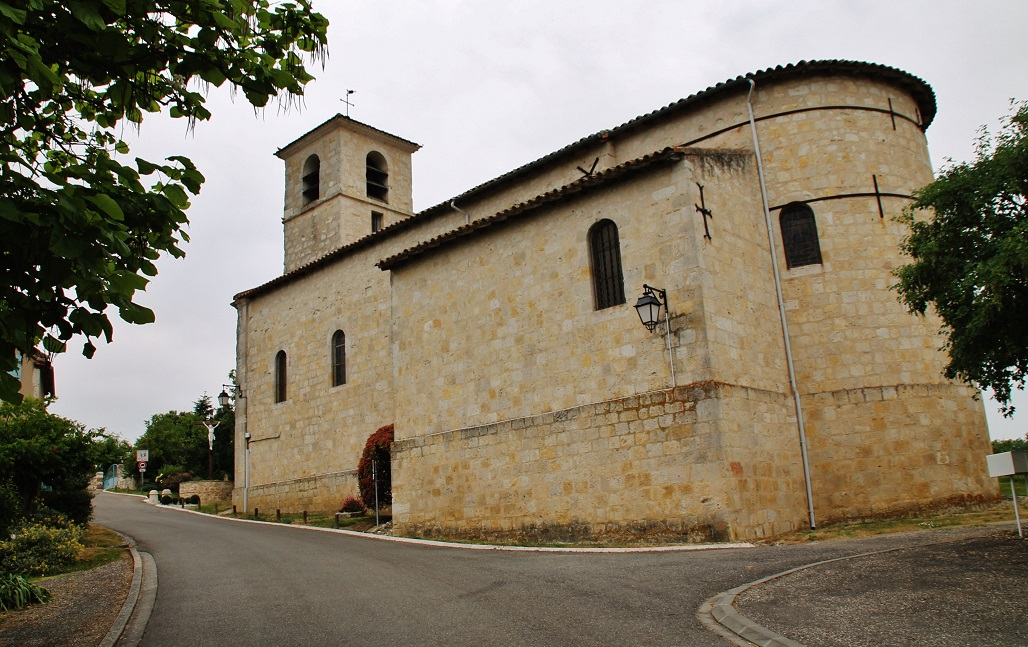
Kirche Notre-Dame

- Durch den Ort verläuft das Abschnitt Moissac – Lectoure des französischen Jakobswegs Via Podiensis.[2]

## Persönlichkeiten
- Louise d’Esparbès de Lussan (1764–1804), Mätresse des späteren Königs Karl X. von Frankreich